# Thomas Rupert Jones

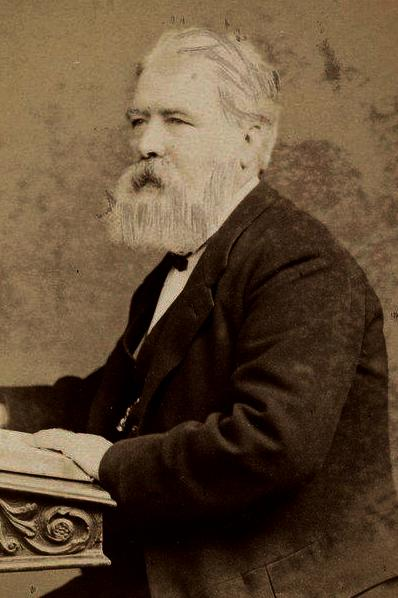
Thomas Rupert Jones

Thomas Rupert Jones (* 1. Oktober 1819 in London; † 13. April 1911) war ein britischer Geologe und Paläontologe.

## Leben und Wirken
Jones war der Sohn eines Seidenhändlers und begann sich auf der Privatschule in Ilminster (Somerset) für Fossilien aus dem Lias der Umgebung zu interessieren. Er begann 1835 seine Chirurgenausbildung in Taunton und später in Newbury mit dem Abschluss 1842. Danach hatte er eine Praxis in London. 1849 wurde er Assistant Secretary der Geological Society of London und 1862 Professor für Geologie am Royal Military College in Sandhurst.
Er befasste sich vor allem mit Mikropaläontologie, speziell Foraminiferen und Krebstieren (niedere Krebse, Entomostraca). Von ihm stammen mehrere Erstbeschreibungen, zum Beispiel die Conchostrake Euestheria brodieana (Jones 1862). Er befasste sich auch mit der Geologie von Südafrika (Karoo-Hauptbecken). Er war mit Fridolin von Sandberger befreundet, von dem er auch Conchostraken aus dessen eigenen Aufsammlungen sowie aus der Sammlung Ernst Hassencamp (Umgebung von Fulda) zur Bearbeitung erhielt.

## Ehrungen
Am 6. Juni 1872 wurde Jones als Mitglied („Fellow“) in die Royal Society gewählt. 1890 erhielt er die Lyell-Medaille.

## Schriften (Auswahl)
- Introduction to the study of the Foraminifera. London 1862 – mit William Benjamin Carpenter, William Kitchen Parker.
- Synopsis of the Karoo Beds. In: Quarterly Journal of the Geological Society of London, Band 23, 1867, S. 142–144
- Note on Estheria minuta. The Quarterly Journal of the Geological Society of London 12, Proceedings of the Geological Society, London 1856, S. 376–377
- A Monograph of the Fossil Estheriae. Palaeontographical Society, London 1862
- On fossil Estheriae and their Distribution. The Quarterly Journal of the Geological Society of London 19, 1863, S. 140–157,
- On some fossil Estheriae. The Geological Magazine, n.s., Band 7, Nr. 9, 1890, S. 385–390, Pl. XII
- On some more fossil Estheriae. The Geological Magazine, n.s., Band 8, Nr. 2, 1891, S. 49–57, Pl. II
- On some fossil Entomostraca from South America. Part I. The Geological Magazine, n.s., Band 4, Nr. 6, 1897, S. 259–265.
- On some fossil Entomostraca from South America. Part II. The Geological Magazine, n.s., Band 4, Nr. 7, 1897, S. 289–293, Pl. X – XI.
- A monograph of Foraminifera of the Crag. Palaeontographical Society 1866 – mit Henry Bowman Brady
- A monograph of the Entomostraca of the Cretaceous Formation of England. Palaeontographical Society 1849
- A monograph of the Tertiary Entomostraca of England. Palaeontographical Society 1857

Er besorgte auch Neuauflagen von Büchern von Gideon Mantell (Wonders of Geology. 7. Auflage 1857, Medals of Creation. 2. Auflage 1854, Geological Excursions round the Isle of Wight. 3. Auflage 1854) und Frederick Dixon (Geology of Sussex. 2. Auflage 1878).